# Stierforelle
Die Stierforelle (Salvelinus confluentus) ist eine Art der Saiblinge aus der Familie der Lachsfische. Sie kommt in kalten Gebirgsgewässern westlich der kontinentalen Wasserscheide in den USA und Kanada von Alaska bis Kalifornien vor. Die Stierforelle wird als bedrohte Art unter der U.S. Endangered Species Act gelistet.

## Merkmale
Die Stierforelle wird meist knapp über 60 cm lang. Die in Flüssen lebenden Tiere erreichen ein Durchschnittsgewicht von 4 kg, die in Seen lebenden werden im Schnitt 9 kg schwer. Die bisher festgestellte Maximallänge liegt bei 103 cm, das Maximalgewicht bei 14,5 kg. In ihrem äußeren Erscheinungsbild ähnelt sie den Pazifischen Lachsen (Oncorhynchus), unterscheidet sich von diesen aber durch das Fehlen von Gaumenzähnen und durch helle (rötliche, orange oder gelbliche) Flecke auf einer dunklen, olivfarbenen oder blau-grauen Grundfärbung mit einem leicht silbrigen Schimmer. Oncorhynchus-Arten sind im Allgemeinen heller gefärbt und dunkel gefleckt. Die vorderen Flossenstrahlen der Stierforelle sind weiß. Zur Laichzeit bekommen die Männchen eine rötliche bis orange Bauchseite.

## Vorkommen und Lebensraum
Die Stierforelle ist im nordwestlichen Nordamerika beheimatet. Die Südgrenze des Verbreitungsgebietes liegt am McCloud River im nördlichen Kalifornien, die Nordgrenze im äußersten Süden des Yukon-Territoriums und im Osten kommt sie bis ins Quellgebiet einiger Nebenflüsse des Columbia River im nördlichen Nevada und in Montana vor. In Alberta und British Columbia gibt es auch einige Vorkommen östlich der kontinentalen Wasserscheide. Die Stierforelle kommt in kalten, klaren, großen und mittleren Flüssen und in großen Seen vor und bevorzugt Wassertemperaturen von weniger als 10 °C. Sie hält sich vorwiegend nahe dem Gewässerboden auf. Neben der stationären Inlandsform gibt es auch wandernde Populationen, die an der Küste zusammen mit der Dolly-Varden-Forelle (Salvelinus malma) vorkommen. Die anadromen Stierforellen leben drei Jahre im Meer und schwimmen bei Erreichen der Geschlechtsreife mit einem Alter von vier bis zehn Jahren zum Laichen stromaufwärts in ihre Geburtsgewässer. Die Fische laichen von August bis Oktober bei Wassertemperaturen von weniger als 10 °C. Ein Weibchen kann je nach Größe 5.000 bis 12.000 Eier legen.

## Nahrung
Junge Stierforellen ernähren sich vor allem von Insektenlarven, vor allem von Eintagsfliegenlarven und von denen verschiedener Zweiflügler. Mit dem Größerwerden wechselt die Ernährung von vorwiegend insektivor zu piscivor. Fisch macht bei erwachsenen Stierforellen einen größeren Teil der Ernährung aus als bei den meisten anderen Salmoniden. Wichtige Beutefische sind die  Coregoninenart Prosopium williamsoni, aber auch Groppen, Grundbarsche, kleinere Salmoniden oder Lachslaich werden gefressen.

## Quelle
- Timothy O’Brien, 2003. Salvelinus confluentus, Animal Diversity Web. Zugriff am 22. Februar 2016